# Xorides medius
Xorides medius là một loài tò vò trong họ Ichneumonidae.